# Барра-ди-Сан-Мигел (Параиба)
Барра-ди-Сан-Мигел (порт. Barra de São Miguel) — муниципалитет в Бразилии, входит в штат Параиба. Составная часть мезорегиона Борборема. Входит в экономико-статистический микрорегион Карири-Ориентал. Население составляет 5248 человек на 2006 год. Занимает площадь 595,205 км². Плотность населения — 8,8 чел./км².

## Статистика
- Валовой внутренний продукт на 2003 год составляет 12 015 770,00 реалов (данные: Бразильский институт географии и статистики).
- Валовой внутренний продукт на душу населения на 2003 год составляет 2306,73 реалов (данные: Бразильский институт географии и статистики).
- Индекс развития человеческого потенциала на 2000 год составляет 0,613 (данные: Программа развития ООН).